# استان کوتابامباس
استان کوتابامباس (به اسپانیایی: Provincia de Cotabambas) یک استان در پرو است که در منطقه اپوریماک واقع شده‌است. استان کوتابامباس ۲٬۶۱۲٫۷۲ کیلومتر مربع مساحت و ۴۴٬۰۲۸ نفر جمعیت دارد.